# MEDIA (Union européenne)
Pour les articles homonymes, voir Media.
 (avril 2020).
MEDIA, sigle correspondant aux Mesures pour encourager le développement de l'industrie audiovisuelle, est un programme de l'Union européenne (UE) visant à encourager le développement du secteur de l'industrie audiovisuelle européenne. Les objectifs principaux de ces mesures sont le développement de projets cinématographiques ainsi que la distribution et la vente des films européens hors de leur pays d'origine. Le programme MEDIA est actif dans tous les États membres ainsi que dans d'autres pays hors-UE, telle la Suisse.
L'objectif est de développer à long terme les liens et la coopération européenne face à la domination du cinéma des États-Unis dans le marché du film européen.
Le programme MEDIA est adopté pour une période de cinq à sept ans : il y a donc eu MEDIA I (1991-1995), MEDIA II (1996-2000), MEDIA Plus et MEDIA Formation (2001-2006) et enfin, de 2007 à 2013 MEDIA 2007.

## Historique
Les premières initiatives visant à instaurer une politique commune des médias européens remontent aux années 1960. L'accord visant à faciliter la promotion des coproductions européennes fut au départ soumis aux différents intérêts nationaux. En 1988, le Conseil de l'Europe créa un premier fonds de coproduction, qui existe aujourd'hui sous le nom d'Eurimages.
La Communauté européenne (CE), qui a précédé l'UE, repris les travaux pour établir un plan visant à promouvoir l'industrie cinématographique européenne. Ceux-ci ne concernait pas la production - laquelle faisait l'objet, à l'échelon national, de très nombreuses institutions de financement et de concepts différents - mais devait se concentrer sur la circulation internationale des films européens. En 1987, plus de 2 000 experts se sont impliqués dans la préparation de propositions de projets et de concepts. Les premiers projets de la période de lancement ont alors été atteint.
Entre 1987 et 1990, neuf programmes ont été testés pour leur application pratique, y compris le bureau du cinéma européen EFDO à Hambourg, aujourd'hui appelé l’European Film Promotion  (EFP) qui exploite l'initiative Cartoon.

### Période 1991-1995: MEDIA I
Le 21 décembre 1990, le Conseil de l'Union européenne prend une décision 90/685/CE sur proposition de la Commission qui met en place le programme MEDIA I (1991-1995). Ce programme reposait sur un budget total de 200 millions d'ECUs (dont 84 millions pour les années 1991 et 1992).
« Les objectifs du programme [MEDIA I] sont les suivants :
- contribuer à créer un contexte favorable dans lequel les entreprises de la Communauté jouent un rôle moteur à côté de celles des autres pays européens,
- stimuler et renforcer la capacité d'offre compétitive des produits audiovisuels européens en tenant compte notamment du rôle et des besoins des petites et moyennes entreprises, des intérêts légitimes de tous les professionnels participant à la  création originale de ces produits et de la situation des pays à moindre capacité de production audiovisuelle et/ou à aire géographique et linguistique restreinte en Europe,
- multiplier les échanges intra-européens de films et de programmes audiovisuels et exploiter au maximum les différents moyens de distribution existants ou à créer en Europe, en vue d'une plus grande rentabilité des investissements, d'une diffusion plus  large et d'un impact public accru,
- accroître la place des entreprises européennes de production et de distribution sur les marchés mondiaux,
- favoriser l'accès aux nouvelles technologies, en particulier européennes, de la communication dans la production et la distribution d'œuvres audiovisuelles, ainsi que l'utilisation de ces technologies,
- favoriser une approche globale de l'audiovisuel permettant de prendre en compte l'interdépendance de ses différents secteurs,
- assurer la complémentarité des efforts déployés au niveau européen par rapport à ceux entrepris au niveau national,
- contribuer, en particulier par l'amélioration des compétences des professionnels de l'audiovisuel dans la Communauté en matière de gestion économique et commerciale, à créer, en liaison avec les institutions existant dans les États membres, les  conditions permettant aux entreprises du secteur de tirer pleinement parti de la dimension du marché unique. »

— Décision du Conseil, du 21 décembre 1990, concernant la mise en œuvre d'un programme d'action pour encourager le développement de l'industrie audiovisuelle européenne

### Période 1996-2000: MEDIA II
Après l'émission d'une communication par la Commission le 23 juillet 1993, la base de MEDIA II fut mis en place. Trois domaines ont alors été identifié lesquels sont répartis en deux volets : le premier est le volet MEDIA II Développement et distribution établis par la décision 95/563/CE du 10 juillet 1995, et le second  est le volet MEDIA II Formation établis par la décision 95/564/CE du 22 décembre 1995. Le programme devant prendre fin le 31 décembre 2000.
Le programme MEDIA II est ouvert aux pays d'Europe centrale et orientale souhaitant y participer, aux pays de l'AELE, ainsi qu'à Chypre et à Malte qui, lors de sa mise en œuvre n'étaient pas membre de l'Union (art. 6 des décisions 95/563/CE et 95/564/CE).

#### Volet MEDIA II Formation
Le volet MEDIA II Formation, qui représente quant à lui 45 millions d'euros, vise à :
« 1. répondre aux besoins de l'industrie et favoriser sa compétitivité en améliorant la formation  professionnelle, initiale et particulièrement continue, des professionnels de l'audiovisuel afin de  leur donner les connaissances et les compétences nécessaires à la prise en compte du marché  européen et des autres marchés, notamment dans le domaine de:
- la gestion économique et commerciale, y compris les règles juridiques,
- l'usage et du développement des nouvelles technologies pour la production de programmes  audiovisuels à haute valeur ajoutée commerciale et artistique, complétant une formation aux métiers  dans les domaines de l'image et du son,
- techniques d'écriture de scénarios.
[...]

2. encourager la coopération et les échanges de savoir-faire par la mise en réseau entre les  partenaires concernés par la formation: les institutions de formation, le secteur professionnel et  les entreprises, et par le développement de la formation des formateurs. »
— Décision du Conseil, du 22 décembre 1995, portant sur la mise en œuvre d'un programme de formation pour les professionnels de l'industrie européenne des programmes audiovisuels

#### Volet MEDIA II Développement et distribution
Le volet MEDIA II Développement et distribution, qui représente la majeure partie du budget avec 256 millions d'euros, a pour objectif de :
« 1. dans le secteur du développement:
- promouvoir, en apportant une assistance financière et technique, le développement de projets de  production, présentés par des entreprises, y compris de valorisation du patrimoine audiovisuel, destinés au marché, notamment européen, encourager un environnement favorable à l'initiative et au  développement des entreprises et encourager leur mise en réseau,
- promouvoir le développement de projets de production, y compris de valorisation du patrimoine  audiovisuel, faisant appel aux nouvelles techniques de création et à l'animation, encourager un  environnement favorable à l'initiative et au développement des entreprises et encourager leur mise  en réseau;

2. dans le secteur de la diffusion et de la distribution:
- renforcer le secteur de la distribution européenne dans le domaine du cinéma et de la vidéo en  favorisant la mise en réseau des distributeurs européens et en les encourageant à investir dans la  production de films cinématographiques européens,
- favoriser une diffusion transnationale plus large des films européens par des mesures incitatives  en faveur de leur distribution et de leur programmation en salle, et encourager la mise en réseau  des opérateurs,
- promouvoir la circulation à l'intérieur et à l'extérieur de l'Union européenne de programmes  européens de télévision susceptibles d'intéresser un public européen et mondial en encourageant les  producteurs européens indépendants à coopérer avec les diffuseurs européens pour la production de  tels programmes,
- soutenir activement le multilinguisme des œuvres audiovisuelles et cinématographiques,
- faciliter la promotion de la production indépendante européenne et son accès au marché par la  mise en œuvre de services et d'actions de promotion. »

— Décision du Conseil, du 10 juillet 1995, portant sur la mise en œuvre d'un programme d'encouragement au développement et à la distribution des œuvres audiovisuelles européennes

### Période 2001-2006: «troisième génération MEDIA»

#### MEDIA Plus
MEDIA Plus est le nom donné au programme MEDIA initialement pour la période s'étendant du 1er janvier 2001 au 31 décembre 2005 laquelle fut prolongé jusqu'au 31 décembre 2006. C'est en décembre 2000 que le Conseil de l'Union européenne adopta la décision 2000/821/CE dont les dispositions devaient s'appliquer jusqu'en fin 2005. Par une décision du 26 avril 2004, la décision 846/2004/CE, le Conseil des ministres approuva la prolongation du programme jusqu'au 31 décembre 2006. Son objectif est le développement, la distribution et la diffusion du cinéma européen.
En ce qui concerne le volet développement, le programme MEDIA Plus a notamment pour objectif l'aide aux PME, les projets de production pour le marché européen et international ainsi que l'usage des NTIC. Le volet distribution et diffusion concerne l'aide aux entreprises dont l'activité est la distribution d'œuvres « européennes non nationales au public ou en vue d'un usage privé ».
Le programme vise aussi à promouvoir les œuvres européennes tant en Europe que dans le monde, notamment en favorisant la coopération et les actions communes entre les organismes privés et publics.

##### Objectifs généraux
L'article premier de la directive 2000/821/CE dispose des objectifs généraux du programme MEDIA Plus. 
« [Ce] sont les suivants:

a) l'amélioration de la compétitivité du secteur audiovisuel européen, y compris des petites et moyennes entreprises, sur le marché européen et international, en soutenant le développement, la distribution et la promotion des œuvres audiovisuelles européennes, en tenant compte du développement des nouvelles technologies;
b) le renforcement des secteurs qui contribuent à l'amélioration de la circulation transnationale des œuvres européennes;
c) le respect et la promotion de la diversité linguistique et culturelle en Europe;
d) la mise en valeur du patrimoine audiovisuel européen, en particulier sa numérisation et sa mise en réseau;
e) le développement du secteur audiovisuel dans les pays ou les régions à faible capacité de production audiovisuelle et/ou à aire linguistique ou géographique restreinte et le renforcement de la mise en réseau et de la coopération transnationale entre petites et moyennes entreprises;

f) la diffusion de nouveaux types de contenus audiovisuels mettant en œuvre les nouvelles technologies. »

##### Objectifs de la distribution et de la diffusion
En ce qui concerne ces deux domaines, la décision établit des objectifs spécifique en son article 2.
« [Ce] sont les suivants:

a) renforcer le secteur de la distribution européenne dans le domaine du cinéma en encourageant les distributeurs à investir dans la production, l'acquisition, la commercialisation et la promotion de droits de distribution et la promotion de films cinématographiques européens non nationaux;
b) favoriser une plus large diffusion transnationale des films européens non-nationaux, sur le marché européen et international par des mesures incitatives en faveur de leur distribution et de leur programmation en salle, notamment en encourageant des stratégies coordonnées de commercialisation;
c) renforcer le secteur de la distribution d'œuvres européennes sur supports destinés à usage privé en encourageant les distributeurs à investir dans la technologie numérique et dans la promotion d'œuvres européennes non-nationales;
d) promouvoir la circulation à l'intérieur et à l'extérieur de la Communauté, de programmes européens de télévision produits par des sociétés indépendantes en encourageant la coopération entre diffuseurs, d'une part, et distributeurs et producteurs indépendants européens, d'autre part;
e) encourager la création de catalogues d'œuvres européennes en format numérique destinées à l'exploitation à travers les nouveaux médias;

f) soutenir la diversité linguistique des œuvres audiovisuelles et cinématographiques européennes. »

##### Objectifs de la promotion
Les objectifs du domaine de la promotion sont régis par l'article 3 de la décision.
« [Le] programme vise à:

a) faciliter et encourager la promotion et la circulation des œuvres audiovisuelles et cinématographiques européennes dans le cadre de manifestations commerciales, de marchés professionnels ainsi que des festivals audiovisuels en Europe et dans le monde, dans la mesure où ces manifestations peuvent jouer un rôle important pour la promotion des œuvres européennes et la mise en réseau des professionnels;

b) encourager la mise en réseau des opérateurs européens en soutenant des actions communes entreprises sur le marché européen et international par des organismes publics ou privés nationaux de promotion. »

#### MEDIA Formation
Le programme MEDIA Formation fut adopté par la décision 2001/163/CE du 19 janvier 2001 et a été prolongé jusqu'en 2006 – à l'instar de MEDIA Plus – par la décision 2004/845/CE.
Les objectifs de MEDIA Formation s'inscrivent dans la continuité du programme précédent en ce qu'ils visent à : améliorer les connaissances dans le domaine des NTIC liées à la production et à la diffusion des programmes audiovisuels ; former les professionnels en matière de gestion, commerce, et droit ; encourager les diverses techniques d'écritures.
Les objectifs du programme sont inscrits à l'article 2, paragraphe 1, de la décision 2001/163/CE, lesquels visent à :
« a) Répondre aux besoins de l'industrie et favoriser sa compétitivité en améliorant la formation professionnelle continue des professionnels du secteur audiovisuel afin de leur donner les connaissances et les compétences nécessaires pour qu'ils soient en mesure de créer des produits compétitifs sur le marché européen et les autres marchés, notamment dans le domaine de:
- l'application des nouvelles technologies, notamment numériques, pour la production et la distribution de programmes audiovisuels à haute valeur ajoutée commerciale et artistique,
- la gestion économique, financière et commerciale, y compris les règles juridiques et les techniques de financement de la production et de la distribution de programmes audiovisuels,
- les techniques d'écriture de scénarios et de narration, y compris les techniques de développement de nouveaux types de programmes audiovisuels.

Une attention particulière sera accordée aux possibilités de formation à distance et d'innovation pédagogique offertes par le développement de technologies en ligne.
Dans ces actions de formation, la coopération entre différents acteurs de l'industrie audiovisuelle, tels que scénaristes, réalisateurs et producteurs, est encouragée.
À titre exceptionnel, certaines initiatives de formation professionnelle initiale dans lesquelles le secteur industriel est directement impliqué, telles que des masters, peuvent aussi être soutenues dans les cas où aucun autre soutien communautaire n'est disponible et dans des domaines qui ne font pas l'objet de mesures de soutien au niveau national.
b) Encourager la coopération et les échanges de savoir-faire et de bonnes pratiques par la mise en réseau entre les partenaires compétents en matière de formation, à savoir les instituts de formation, le secteur professionnel et les entreprises, et par le développement de la formation des formateurs.

Il s'agit, en particulier, d'encourager la mise en place progressive de réseaux dans le secteur de la formation audiovisuelle et de la formation continue des formateurs. »

### Période 2007-2013: MEDIA 2007
Le Parlement et le Conseil des ministres ont adopté, le 15 novembre 2006, la décision no 1718/2006/CE créant le programme MEDIA 2007 doté de 754 950 000 euros sur une période de sept ans (2007-2013).
MEDIA 2007 se situe dans le prolongement des programmes MEDIA précédents, néanmoins il s'insère dans un programme unique contrairement à la troisième génération du programme (2001-2006) qui avait été subdivisé en deux. En plus de ce changement, d'autres sont intervenus tant au niveau des priorités que de la structure du programme du fait du numérique et de l'élargissement de l'Union. Il n'en demeure pas moins que les priorités du programme restent axées sur la production et le développement d'œuvres cinématographiques et audiovisuelles européennes, et leur diffusion tout en prenant en compte le numérisation.

#### Objectifs généraux
Comparé à ses prédécesseurs (MEDIA I, II, Plus, Formation), les procédures MEDIA 2007 ont été
simplifiées. Les trois objectifs majeurs du programme restent néanmoins inchangés :
- favoriser le dialogue interculturel en garantissant l'accès du patrimoine cinématographie et audiovisuel de l'Union et des États tiers participants notamment par sa préservation et par sa mise en valeur ;
- une circulation accrue des œuvres audiovisuelles au sein de l'Union européenne comme à l'extérieur ;
- un secteur audiovisuel plus compétitif grâce au recours aux technologies numériques et aux facilités de financement, en particulier pour les PME.

#### Objectifs spécifiques
En matière de perfectionnement des compétences, le programme soutient leur approfondissement par les professionnels européens dans le but d'améliorer la qualité et le potentiel des œuvres européennes (en ce qui concerne les écritures de scénarios, la gestion économique et commerciale, le numérique) d'une part ; de renforcer de la dimension européenne de la formation audiovisuelle (notamment par l'amélioration de la mobilité et des actions de coordination) d'autre part.
En matière de développement, le programme soutient le développement des projets de production et l'élaboration des plans de financement pour ceux-ci.
En ce qui concerne la distribution et la diffusion, MEDIA 2007 a pour objectif de favoriser l'acquisition, la promotion et la commercialisation des films européens non nationaux, ainsi que leur circulation et leur numérisation.
MEDIA 2007, en ce qui concerne la promotion, vise à améliorer la circulation et l'accès aux œuvres audiovisuelles européennes et à encourager la coordination entre les organismes nationaux de promotion cinématographique.

## Évolution du budget
MEDIA I disposait d'un budget total de 200 millions d'ECUs.
MEDIA II disposait d'un budget total de 301 millions d'euros, répartis en 256 millions pour le volet MEDIA II Développement et distribution et 45 millions d'euros pour le volet MEDIA II Formation. Une évaluation à mi-parcours du programme MEDIA II montra qu'un euro investi générait 5,75 € d'investissement mais en dépit de cet attrait, la part des productions non européennes restait importante.
Le programme MEDIA a été divisé en deux pour sa troisième mise en œuvre : le budget MEDIA Plus et MEDIA Formation. Le budget MEDIA Plus, pour la période 2001-2005 s'élevait à 350 millions d'euros, mais il fut porté à 453,6 millions d'euros avec la prise en compte de l'année supplémentaire. Un tel budget prévoyait également l'élargissement de 2004. De même, le budget de MEDIA Formation, initialement de 50 millions d'euros, fut porté à 59,4 millions d'euros.
MEDIA 2007 dispose de 754 950 000 euros pour la période 2007-2013. Ses répercussions financières réelles vont cependant bien au-delà de ce plafond : chaque euro investi par MEDIA
draine près de 6 euros du secteur privé. Il répond aux défis d'un secteur audiovisuel européen soumis à de profondes mutations (nouvelles technologies, élargissement) et à des difficultés structurelles (fragmentation du marché, manque d'investissements privés).

Budget annuel du programme MEDIA I.
Budget annuel du programme MEDIA II.
Détail du budget annuel des programmes MEDIA de 3e génération ainsi que du budget global de ces programmes sur la même période.

## États participants

États participants au programme MEDIA : en vert foncé : l'Union européenne, en vert clair : les États hors-UE y participant, et en orange clair : les États dont la participation est en négociation.

Les États participants au programme MEDIA sont l'ensemble des États membres de l'Union européenne, c'est-à-dire :
- l'Allemagne,
- l'Autriche,
- la Belgique,
- la Bulgarie,
- Chypre,
- le Danemark,
- l'Espagne,
- l'Estonie,
- la Grèce,
- la Finlande,
- la France,
- la Hongrie,
- l'Irlande,
- l'Italie,
- la Lettonie,
- la Lituanie,
- le Luxembourg,
- Malte,
- les Pays-Bas,
- la Pologne,
- le Portugal,
- la République tchèque,
- la Slovaquie,
- la Slovénie,
- et la Suède

Néanmoins, d'autres pays ont pu demander à y participer. Ainsi, la Croatie, l'Islande, le Liechtenstein, la Norvège et la Suisse y participent. D'autres pays sont susceptibles d'y adhérer, notamment les États candidats que sont la Turquie et la Macédoine (l'Islande et la Croatie, candidats à l'adhésion, en sont déjà membres).
Enfin, la participation au programme MEDIA peut s'envisager en fonction de divers éléments :
1. il y a d'une part les pays européens parties à la convention sur la télévision transfrontalière du Conseil de l'Europe ainsi qu'à la convention de l'UNESCO sur la protection et la promotion de la diversité des expressions culturelles. S'ajoute à ces éléments la compatibilité nécessaire entre la législation nationale de l'État en question et la législation de l'Union.
2. pour ceux qui ne sont parties qu'à la convention du Conseil de l'Europe, il est possible de participer au programme en son seul volet « formation ».
3. enfin, les autres pays ayant signé un accord de coopération comportant des clauses audiovisuelles avec l'Union ne peuvent participer qu'au seule titre de la coopération prévues dans les clauses.

## Autres programmes MEDIA: MEDIA International et MEDIA Mundus
Le programme MEDIA a été prolongé au niveau international par l'action préparatoire MEDIA International afin de renforcer la coopération entre les pays européens participants et des pays tiers sur la base du bénéfice mutuel. En 2008, une enveloppe de 8 millions d'euros a été adopté laquelle a permis de soutenir 71 projets. En 2010, un budget d'un million d'euros fut adopté afin de soutenir la formation et l'accès aux marchés. MEDIA International a vu son action prolonger par l'adoption en octobre 2009 du programme MEDIA Mundus lequel disposera, pour la période 2011-2013, d'un budget de 15 millions d'euros.

#### Décisions
- Décision  90/685/CEE du Conseil concernant la mise en œuvre d'un programme d'action pour encourager le développement de l'industrie audiovisuelle européenne, 31990D068521, adoptée le 21 décembre 1990, JO du 31 décembre 1990, p. 31-44  [consulter en ligne, notice bibliographique]
- Décision  95/563/CE du Conseil portant sur la mise en œuvre d'un programme d'encouragement au développement et à la distribution des œuvres audiovisuelles européennes, 31995D0563, adoptée le 10 juillet 1995, JO du 30 décembre 1995, p. 25-32  [consulter en ligne, notice bibliographique]
- Décision  95/564/CE du Conseil portant sur la mise en œuvre d'un programme de formation pour les professionnels de l'industrie européenne des programmes audiovisuels, 31995D0564, adoptée le 22 décembre 1995, JO du 30 décembre 1995, p. 33-38  [consulter en ligne, notice bibliographique]
- Décision  2000/821/CE du Conseil portant sur la mise en œuvre d'un programme d'encouragement au développement, à la distribution et à la promotion des œuvres audiovisuelles européennes, 32000D0821, adoptée le 20 décembre 2000, JO du 30 décembre 2000, p. 82-91  [consulter en ligne, notice bibliographique]
- Décision  846/2004/CE du Parlement et du Conseil modifiant la décision 2000/821/CE du Conseil portant sur la mise en œuvre d'un programme d'encouragement au développement, à la distribution et à la promotion des œuvres audiovisuelles européennes, 32004D0846, adoptée le 29 avril 2004, JO du 30 avril 2004, p. 4-6  [consulter en ligne, notice bibliographique]
- Décision  163/2001/CE du Parlement européen et du Conseil portant sur la mise en œuvre d'un programme de formation pour les professionnels de l'industrie européenne des programmes audiovisuels, 32001D0163, adoptée le 19 janvier 2001, JO du 27 janvier 2001, p. 1-9  [consulter en ligne, notice bibliographique]
- Décision  845/2004/CE du Parlement européen et du Conseil modifiant la décision n°163/2001/CE portant sur la mise en œuvre d'un programme de formation pour les professionnels de l'industrie européenne des programmes audiovisuels, 32000D0821, adoptée le 29 avril 2004, JO du 30 avril 2004, p. 1-3  [consulter en ligne, notice bibliographique]
- Décision  1718/2006/CE du Parlement européen et du Conseil portant sur la mise en œuvre d'un programme de soutien au secteur audiovisuel européen, 32006D1718, adoptée le 15 novembre 2006, JO du 24 novembre 2006, p. 12-29  [consulter en ligne, notice bibliographique]

#### Rapports à mi-parcours et finaux
- BIPE International, Évaluation finale du Programme MEDIA II (lire en ligne)
- Euréval & Media Consulting Group, Évaluation à mi-parcours des programmes MEDIA Plus et MEDIA Formation (lire en ligne)
- Commission européenne, Rapport portant sur la mise en œuvre et les résultats à mi-parcours des programmes MEDIA Plus et MEDIA Formation (2001-2005) ainsi que sur les résultats de l’action préparatoire « Croissance et audiovisuel : i2i audiovisuel », 24 novembre 2003 (lire en ligne)
- Euréval & Media Consulting Group, Évaluation finale des programmes MEDIA Plus et MEDIA Formation : Synthèse du rapport final, novembre 2007 (lire en ligne)
- Euréval & Media Consulting Group, Évaluation intermédiaire de MEDIA 2007, 4 juin 2010 (lire en ligne)